# Iglesia de San Pedro (Ortanella)
La iglesia de San Pedro (Chiesa di San Pietro en italiano) es una capilla románica situada en la fracción de Ortanella, en Esino Lario, a una altitud de 996 m s. n. m..
Su origen es seguramente anterior al siglo XIII, ya que es citada en un listado del presbítero Goffredo de Bussero. Se encuentra cerca de una pradera adyacente al sendero que une Esino Lario y Lierna.
Construida en piedra, tiene las características típicas de una capilla montañesa, con pórtico anterior, ábside redondeado y una espadaña. El interior presenta una aula sencilla con una única nave accesible a través de un único portal en madera puesta sobre la fachada que se encuentra encarada hacia el oeste.
En 1927 fue restaurada por la familia milanesa de los Fontana y decorada con frescos que representan a San Pedro, obra de Ezio Moioli. Forma parte de la parroquia de San Víctor.